# Jahrbuch der Österreichischen Byzantinistik
Das Journal of Byzantine Studies (JOEB) / Jahrbuch der Österreichischen Byzantinistik ist eine der international führenden Zeitschriften auf dem Gebiet der Byzantinistik. Die Zeitschrift wurde 1951 als Jahrbuch der Österreichischen Byzantinischen Gesellschaft (JÖBG) begründet und mit Band 18 (1969) in Jahrbuch der Österreichischen Byzantinistik (JÖB) umbenannt. Ab Band 71 (2021) trägt sie durch den Zusatz Journal of Byzantine Studies (JOEB) einen Doppeltitel. 
Herausgebende Körperschaften sind das Institut für Byzantinistik und Neogräzistik der Universität Wien und die Abteilung Byzanzforschung des Instituts für Mittelalterforschung der Österreichischen Akademie der Wissenschaften, in deren Verlag das Jahrbuch auch verlegt wird. Derzeitige Herausgeber sind Christophe Erismann, Christian Gastgeber, Johannes Preiser-Kapeller, Claudia Rapp und Elisabeth Schiffer, in Nachfolge von Wladimir Sas-Zaloziecky, Herbert Hunger, Wolfram Hörandner (Band 54, 2004 bis Band 57, 2007 gemeinsam mit Martin Hinterberger) und Ewald Kislinger. Von 2008 an kommt bei allen zur Publikation angebotenen Beiträgen, die in Deutsch, Englisch, Französisch oder Italienisch verfasst sein können, ein anonymes peer-review-Verfahren zur Anwendung. Herausgeber und Redaktion werden dabei von einem wissenschaftlichen Beirat unterstützt.
Thematisch werden alle Bereiche von der Philologie über die Geschichtswissenschaft und Theologie bis zur materiellen Kultur, Archäologie und Kunstgeschichte erfasst. Artikel können durch Abbildungen und Planzeichnungen ergänzt werden. Zeitlich wird die gesamte Spanne von der Spätantike bis zum Untergang des Byzantinischen Reiches und die Rezeption der byzantinischen Kultur behandelt. Neben Aufsätzen werden in den JOEB-Bänden auch Rezensionen und der aktuelle Publikationsstand für das Corpus Fontium Historiae Byzantinae veröffentlicht.